# Premberg (Teublitz)
Premberg ist ein Pfarrdorf mit ungefähr 350 Einwohnern im Regierungsbezirk Oberpfalz in Bayern. Es ist ein Ortsteil der Stadt Teublitz im Landkreis Schwandorf.

## Geschichte
Premberg wurde bereits im Jahre 805 im Diedenhofener Kapitular Karls des Großen das erste Mal urkundlich erwähnt. Da Premberg direkt an der Naab liegt, war es früher ein wichtiger Umladepunkt für das verschiffte Salz. Die im Ort befindliche Salzstraße hat daher ihren Namen. Der alte Kirchturm der Martinskirche soll im Mittelalter ein Aussichtsturm gewesen sein, den angeblich Karl der Große erbauen ließ. Dieser kam auch durch den Ort und es existieren einige Anekdoten und Sagen über die Gemeinde.
Die älteren Bewohner Prembergs nennen den Ort Bremmbat.
Am 1. Januar 1978 wurde Premberg nach Teublitz eingemeindet.

## Sehenswürdigkeiten

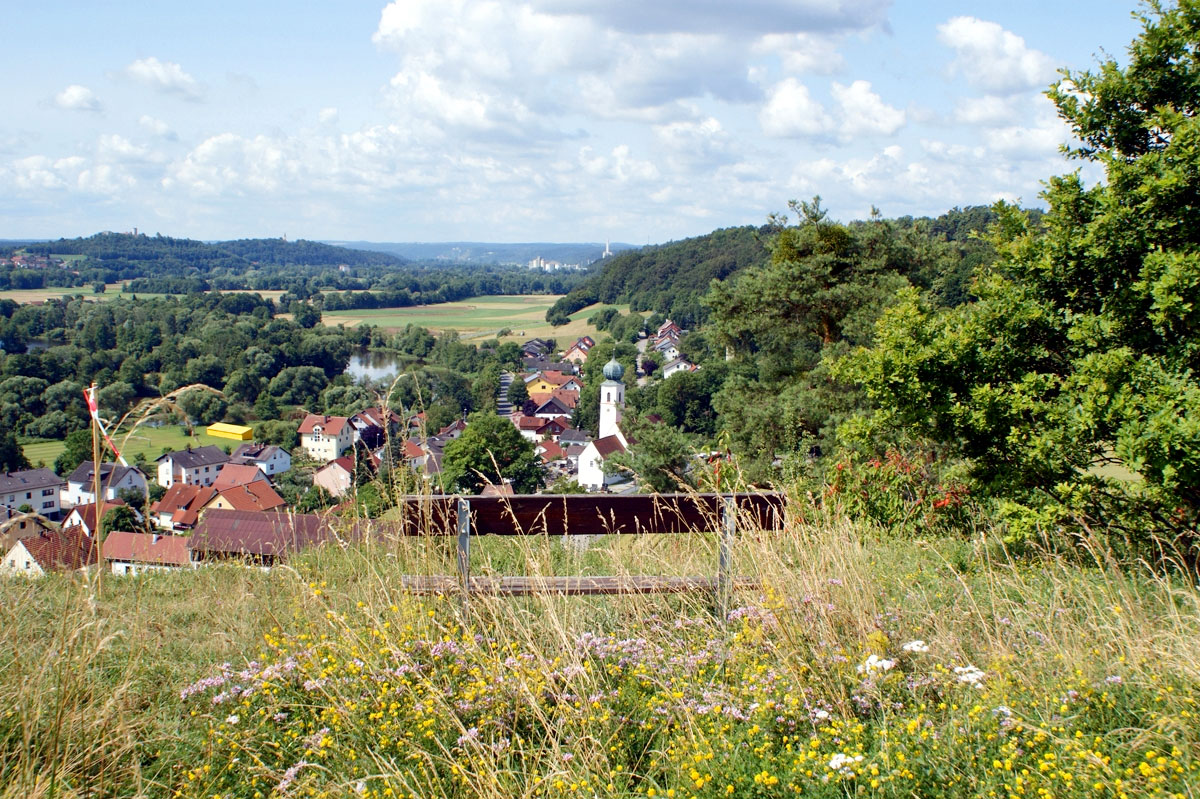
Premberg vom Münchshofer Berg aus gesehen

- Das Haferbründl ist eine kleine Kapelle mitten im Wald, durch die ein kleiner Bergbach fließt. Laut Überlieferungen ist dies Heilwasser für die Augen. Das Trinken sollte trotzdem unterlassen werden.
- Die Sankt-Martin-Kirche ist eine Kirche mit Zwiebelturm.
- Die Teufelsschlucht ist ein Hohlweg durch Sandgestein. Der Weg endet in der Nähe des Gipfels des Berges „Vogelherd“.
- Der Anger ist eine große Wiese, umgeben von Naab und einem Nebenfluss.
- Jährlich jedes erste Juliwochenende findet das so genannte „Irl-Fest“ statt, das von der Freiwilligen Feuerwehr Premberg veranstaltet wird. Irl leitet sich vom Baum Erle ab. Seit 2006 findet dieses Fest am Dorfstodl statt, zuvor war dieses am Anger.
- Seit 2009 wird dort das Festival „Isle Of Vibes“ am Anger veranstaltet. Dieses wird nahezu komplett von Jugendlichen organisiert.[2]